# ドレイコ・ザ・ルーラー
ダレル・ウェイン・コールドウェル（Darrell Wayne Caldwell、1993年12月1日 - 2021年12月19日）は、ドレイコ・ザ・ルーラー（Drakeo the Ruler）として知られるアメリカ合衆国のラッパー。

## 生い立ち
ダレル・コールドウェルことドレイコ・ザ・ルーラーはカリフォルニア州サウス・ロサンゼルスで生まれ育った。シングルマザーの家庭で育ち、近くのウェストモントにあるワシントン・プレパラトリー高校に通った。

## 音楽キャリア
彼が有名になったウェスト・コースト・ヒップホップよりもトラップの影響を強く受けたミックステープをいくつかレコーディングした後、彼はDJマスタードに見いだされ、マスタードは彼の曲「Mr. Get Dough」をリミックスした。この曲は2015年4月14日にワールドスターヒップホップで初公開され、彼のブレイク曲となり、2019年8月時点でYouTubeでの再生回数は620万回を超えている。その6ヶ月後の10月、ドレイコはDJマスタードのレーベル「10 Summers」からの初のプロジェクトとして、公式デビュー・ミックステープ『I Am Mr. Mosely』をリリースした。
2016年7月21日には、モジー、スキーム、フィルシー・リッチなどを客演に迎えたセカンドプロジェクト『I Am Mr. Mosely 2』をリリースした。これに続き、12月には『So Cold I Do Em』をリリースした。
2017年11月に刑務所から釈放された後、彼は10日間で16曲入りのミックステープ『Cold Devil』をレコーディングし、翌月にリリースした。『Pitchfork』のポール・A・トンプソンは、これを「ロサンゼルスのMCのキャリアの中で最も説得力のあるアルバム」と評し、彼の「前衛的なデッドパンとビートへの印象主義的な関係性」は「冷たく忘れがたい」と付け加えた。同様に、『Complex』のグラント・リンドナーは「ここ数年で最も印象的なカリフォルニアのラッププロジェクトの一つ」と評した。彼は1ヶ月以内に「Flu Flamming」、「Big Banc Uchies」、「Out the Slums」のミュージックビデオを公開した。「Flu Flamming」はリル・ヨッティによってリミックスされ、「Big Banc Uchies」はシャイ・グリジーによってリミックスされたことでも知られる。「Roll Bounce」のミュージックビデオは、ドレイコが裁判を待つために収監中の9月に公開された。
プロジェクト『Thank You for Using GTL』は刑務所からの電話で録音され、2020年6月にリリースされた。 彼の公式デビューアルバム『The Truth Hurts』は2021年2月24日にリリースされた。アルバムには、「Dawn Tolliver」でドン・トリヴァー、「Talk to Me」でドレイクといった著名なゲストが登場する。このプロジェクトには、ミシガン州のラッパーであるIceWear Vezzo、Snap Dogg、Krispylife Kidd、カナダのラッパーPressa、カリフォルニアのラッパーBravo the Bagchaserも参加しており、彼のStinc TeamレーベルメイトであるKetchy the Great、SaySoTheMac、そしてドレイコの実弟であるRalfy the Plugも名を連ねている。

## 法的な問題
2017年1月、ドレイコは、彼が定期的にミュージックビデオを撮影していたコンドミニアムをロサンゼルス市警察が家宅捜索した際に逮捕された。その後、重罪犯による不法な銃器所持の罪で起訴され、メンズ・セントラル刑務所に収監された。彼は11月に釈放された。
2018年3月、彼は再び逮捕され、今回は第一級殺人、殺人未遂、殺人共謀の罪で起訴された。これらの容疑は、2016年12月にカリフォルニア州カーソンで発生し、1人が死亡、2人が負傷した銃撃事件に端を発するものであった。彼は終身刑に直面していた。同時に、彼の弟であるRalfy the Plugを含む彼のStinc Teamコレクティブのメンバーがサンフランシスコで様々な容疑で逮捕された。
2019年7月25日、彼はカリフォルニア州コンプトンの裁判所で殺人および殺人未遂の容疑で無罪となった。しかし、地方検事は8月に、彼の最初の裁判で評決不一致となった2つの罪状、すなわち犯罪組織共謀と自動車からの銃撃について再起訴することを決定した。彼の裁判期日は2020年8月3日に設定された。収監中、彼は『Thank You for Using GTL』をレコーディングし、『Pitchfork』はこれを「おそらく刑務所から録音された史上最高のラップアルバム」と評した。彼は2020年11月、地方検事局からの司法取引を受け入れ、自動車からの銃撃について有罪を認めた後、3年間の収監を経て釈放された。

## 死
2021年12月18日午後8時30分頃、「Once Upon a Time in LA」フェスティバルのバックステージでドレイコは刺された。当初の目撃者の証言では、口論中に首を刺されたと報じられていた。後に、彼の母親ダリリーン・コーニールは『ローリング・ストーン』誌のインタビューで、YGが会場に到着した頃、ドレイコ、彼の弟、そして彼らの側近が覆面をした「約40人から60人の男たち」に襲われ、ドレイコは首を刺されたと明かした。救急隊員は午後8時40分頃に現場に到着し、ドレイコを重体で近くの病院に搬送した。50セント、YG、アイス・キューブと共に共同ヘッドライナーを務めていたスヌープ・ドッグは、事態を知らされるとパフォーマンスを中止した。イベント自体もその後まもなく中止された。
2021年12月19日、ドレイコは刺し傷が原因で死亡が確認された。2021年12月21日現在、ロサンゼルス市警察は彼の死を殺人事件として捜査を続けている。彼はハリウッド・ヒルズのフォレスト・ローン・メモリアル・パークに埋葬された。

### 余波と反応
彼の死のニュースを受け、コーニールは会場の過失とスタッフの警備体制の甘さを理由に、ドレイコの殺害に関してライブ・ネイションを訴える意向を表明した。2023年1月、ロサンゼルス郡高等裁判所の判事は、ライブ・ネイションによる訴訟棄却の申し立てを却下し、訴訟が進行することを許可した。
スヌープ・ドッグはInstagramに長文のメッセージを投稿し、ドレイコの家族に哀悼の意を表し、事件を知らされたときはパフォーマンスの準備のため楽屋にいたと述べた。彼は「ヒップホップ界の平和を祈っている」という言葉で声明を締めくくった。ウィズ・カリファもまた、ドレイコとラッパーのヤング・ドルフの暴力的な死を受け、音楽業界に平和を呼びかけた。

## ディスコグラフィ

### スタジオ・アルバム
- 『THE TRUTH HURTS』（2021）